# Reptilien Timors

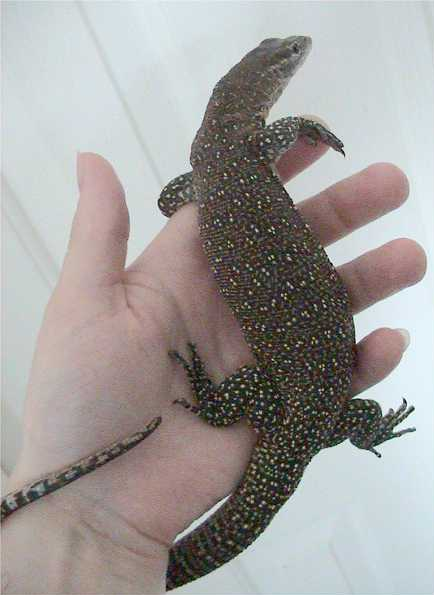
Timor-Waran

Diese Liste führt die Reptilien Timors auf, der größten der Kleinen Sundainseln in Südostasien. Die Insel teilt sich in das indonesische Westtimor und den Staat Osttimor, zu dem auch die in Westtimor liegende Exklave Oe-Cusse Ambeno gehört. Da die Informationsquellen nicht immer eine klare Trennung möglich machen, werden hier auch die zum Staat Osttimor gehörenden Inseln Atauro und Jaco mit einbezogen.
Timor gehört zur biogeographischen Übergangszone Wallacea, weswegen sich auf der Insel sowohl Vertreter der asiatischen und der australischen Flora und Fauna finden. So stammen bei den Echsen Bogenfingergeckos, Hemiphyllodactylus-Arten und Flugdrachen aus der südostasiatischen Tierwelt, Regenbogen-Skinke und Waldskinke aus dem Indo-Papuaischen Raum und Glatte Nachtskinke aus der Fauna Australiens.
Seit einigen Jahren wird die Artenvielfalt der Herpetofauna Osttimors gründlicher untersucht, während zuvor Forschungen auf das indonesische Westtimor beschränkt blieben. Zutage kommt gerade bei Echsen eine große Vielfalt, die möglicherweise auch neue, bisher unbekannte Arten beinhaltet.

## Echsen

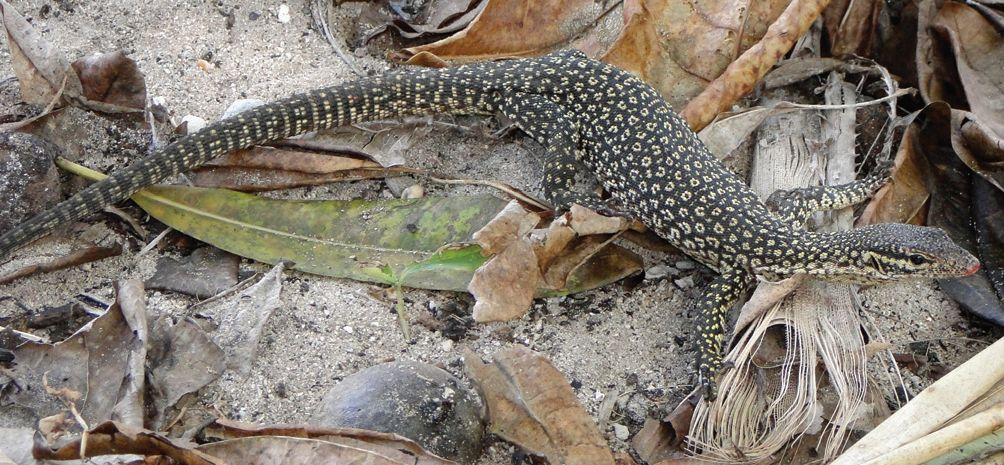
Timor-Waran in Lore

Nach der Insel ist der Timor-Waran (Varanus timorensis) benannt, den man in Küstennähe nahe Palmen und anderen Bäumen findet, die er als Zuflucht nutzt. Hier jagt er kleinere Eidechsen und wirbellose Tiere. Der Timor-Flugdrachen ist eine Flugechse, die 30 bis 50 Meter weit durch die Luft segeln kann. Wie auch andernorts in Südostasien lebt auf Timor der Tokeh, mit 35 cm einer der größten Geckos. Endemisch ist auf der Insel unter anderem der Eremiascincus timorensis, eine Glattechsenart.
Im Pliozän lebten auf Timor große Echsen, ähnlich dem heutigen Komodowaran.
| Echsen auf Timor | Echsen auf Timor                                   | Echsen auf Timor                                                             | Echsen auf Timor                                                   | Echsen auf Timor |
| Agamen (Agamidae) | Agamen (Agamidae)                                  | Agamen (Agamidae)                                                            | Agamen (Agamidae)                                                  | Agamen (Agamidae) |
| --- | -------------------------------------------------- | ---------------------------------------------------------------------------- | ------------------------------------------------------------------ | --- |
| Bild | Deutscher Name                                     | Wissenschaftlicher Name                                                      | Name auf Tetum                                                     | Information |
| Timor-Flugdrache in der Gemeinde Viqueque | Timor-Flugdrache                                   | Draco timoriensis                                                            | Teki liras (Geflügelter Gecko)                                     | Fehlt in Ainaro, Aileu, Bobonaro und auf Atauro. Auf Meereshöhe regelmäßig zu finden, aber auch bis 1200 m Höhe anzutreffen. |
| Geckos (Gekkonidae) |                                                    |                                                                              |                                                                    | |
| Bild | Deutscher Name                                     | Wissenschaftlicher Name                                                      | Name auf Tetum                                                     | Information |
| Bogenfingergeckos, Same, Manufahi | Bogenfingergecko                                   | Cyrtodactylus sp.                                                            | Teki ain-fuan kleuk (Kleiner Gecko mit gestreiften Zehen)          | Erstmals 2009 beschrieben, aus der Familie der Gekkonidae, selten. Zwei Exemplare wurden 2009 am Trilolo gefunden, vier Kilometer nördlich von Same. 2010 fand man ein Exemplar am Nordwesthang des Mano Côcos auf Atauro und zehn am Fluss Abanat in Oe-Cusse Ambeno. 2011 kamen weitere Exemplare von Atauro auf Meereshöhe und aus der Gemeinde Lautém von Com, Raça und nahe dem Mainina-Loch, in dem der Fluss Irasiquero verschwindet. Dazu kamen 2012 Populationen aus dem Küstenwald von Nancuro, in Venilale, nahe dem Dorf Maganutu (auf 1036 m Höhe) und im Dorf Fiuren. 2013 wurde eine zweite Population in Com gefunden, die vom Körperbau her größer war, als die in Com zuerst entdeckte. Die Art scheint sehr anpassungsfähig zu sein, was die Besiedlung neuer Lebensräume betrifft. Wahrscheinlich handelt es sich um mindestens sieben verschiedene Arten von Cyrtodactylus. Vier weitere der entdeckten Populationen sind noch nicht spezifiziert. |
| – | ?                                                  | Cyrtodactylus celatus                                                        | ?                                                                  | Vorkommen im indonesischen Westtimor. |
| | ?                                                  | Cyrtodactylus santana                                                        | ?                                                                  | 2023 erstmals beschriebene Art aus Tutuala. |
| Vierklauen-Gecko in Lore | Vierklauen-Gecko (Gewöhnlicher Vierkrallengecko)   | Gehyra mutilata                                                              | Teki kulit kanek (Kleiner Gecko mit verletzter Haut)               | Bisher fand man Exemplare auf Timor in den Gemeinden Baucau, Bobonaro, Lautém, Liquiça und Manatuto und auf der Insel Atauro. Auf Atauro wurden Vierklauen-Gecko von Meereshöhe bis auf 572 m Höhe dokumentiert. In Lautém fanden sie sich von Com an der Nordküste bis Raça, knapp unter einer Meereshöhe von 400 m. Dazu kommen Funde in der Gemeinde Liquiça nahe dem Zusammenfluss der Flüsse Comoro und Bemos, in Nancuro, in den Ruinen der Escola do Reino de Haudere (Alawa Leten) und in Fiuren. Vierklauen-Geckos leben in trockenen Wäldern, finden sich aber auch in Hütten und Häusern. |
| Tokeh in Dare | Tokeh                                              | Gekko gecko                                                                  | Toke                                                               | Der größte der Geckos auf den Kleinen Sundainseln gilt auf Timor als eingeführte Art. Er ist alltäglich anzutreffen und seine typischen „toh-kai“-Rufe sind Tag und Nacht zu hören. In Aileu, Ainaro, Cova Lima und Ermera wurde der Tokeh noch nicht nachgewiesen, kommt aber wahrscheinlich auf der ganzen Insel vor. Auch auf Atauro ist er anzutreffen. |
| Varianten des Asiatischen Hausgecko | Asiatischer Hausgecko                              | Hemidactylus frenatus                                                        | Teki uma baibain frenatus (Kleiner gewöhnlicher Hausgecko)         | Der Hausgecko ist der am häufigsten auf Timor anzutreffende Gecko. Schnell besetzen sie neue Gebäude und sind so genauso in sauberen Hotelzimmern, wie in der Wildnis oder sogar auf Müllhaufen zu finden. Bisher wurde er nicht in Aileu, Ainaro, Bobonaro, Ermera und Lautém nachgewiesen, kommt aber wahrscheinlich in ganz Timor vor; Zumindest bis auf Höhen bis 600 m. Auch auf Atauro zu finden. Möglicherweise kam der Hausgecko bereits mit Händlern in früheren Jahrhunderten nach Timor. |
| Bild aus Hongkong | Indopazifischer Gecko (Jungfern-Halbfinger-Gecko)  | Hemidactylus cf. garnotii                                                    | Teki uma baibain garnotii (Gewöhnlicher kleiner Hausgecko)         | Der Indopazifische Gecko ist leicht mit den häufiger vorkommenden H. frenatus oder H. tenkatei zu verwechseln. 2012 wurden erstmals in Osttimor sieben Exemplare in einem Bambuswald bei Maganutu (auf 1041 m bis 1063 m Höhe, an den Hängen des Leolaco) und eines in einem teils gerodeten Wald bei Fiuren (463 m Höhe) gefangen und dokumentiert. Der Indopazifische Gecko ist eine parthenogene Spezies, das heißt Weibchen können unbefruchtet Eier legen, aus denen dann Junge schlüpfen. Obwohl so ein einzelnes Weibchen eine komplet neue Population gründen kann, verwundert es, dass man diese Art nicht öfter auf Timor antrifft. Man vermutet, dass die fehlende genetisch Vielfalt ein Wettbewerbsnachteil gegenüber seinen bisexuellen Verwandten darstellt. Möglicherweise erklärt dies sein Vorkommen am Leolaco, in Höhen wo bisher auf Timor keine anderen Geckoarten angetroffen wurden. Allerdings kennt man den Indopazifischen Gecko als kolonisierende Art, die in Küstennähe oder in Gebieten, mit viel menschlichen Transportbetrieb zu finden ist. Letzteres trifft auf Fiuren zu, nicht aber auf das Bergland am Leolaco. Daher könnte es sich bei der Hauptpopulation auch um eine neue Art handeln, die dem Indopazifischen Gecko ähnelt. Morphologische Unterschiede konnten aber bisher nicht festgestellt werden, auch weil bisher keine männlichen Geckos gefangen werden konnten. |
| Saumschwanz-Hausgecko in Lore | Saumschwanz-Hausgecko                              | Hemidactylus platyurus                                                       | Teki ikun belar (Kleiner Gecko mit flachem Schwanz)                | Nicht so häufig, wie andere Halbfinger-Geckos. Gefunden in Cova Lima, Dili, Lautém, Liquiça, Manatuto, Oe-Cusse Ambeno und Viqueque. |
| – | Roti-Hausgecko                                     | Hemidactylus tenkatei                                                        | Teki uma baibain Roti (Kleiner gewöhnlicher Hausgecko)             | Bekannt aus Dili, Lautém, Liquiça und Oe-Cusse Ambeno. Da er bisher nur direkt an der Nordküste unterhalb von 25 m Meereshöhe gefunden wurde, vermutet man, dass der Roti-Hausgecko erst vor kurzem nach Timor eingeschleppt wurde. In Dili hat die Population im Vergleich zu H. frenatus in den letzten fünf Jahren deutlich zugenommen. |
| Bild eines Exemplars von Réunion | Zigeunergecko (Gewöhnlicher Halbblattfinger-Gecko) | Hemiphyllodactylus cf. typus                                                 | Teki ai isin lotuk (Baumgecko mit sehr kleinem Körper)             | Erst 2013 entdeckten Wissenschaftler erstmals auf Timor den kleinsten Gecko der Region in Osso Huna. Der Zigeunergecko ist weit verbreitet und pflanzt sich parthenogen fort. Als kolonisierende Art findet man ihn oft in Strandnähe. Osso Huna liegt zwar in Luftlinie nur 22 km von der Nordküste und 10 km von der Südküste entfernt, befindet sich aber bereits auf 938 m Höhe und der Weg dahin beschwerlich. Es ist unklar, ob es sich um die parthenogene oder eine bisher unbeschriebene, sich sexuell fortpflanzende Art handelt. Die gefangenen Exemplare sind ein jugendliches und ein erwachsenes, weibliches Tier. Molekulare Analysen sind geplant. |
| – | ?                                                  | Goniodactylus timorensis                                                     | –                                                                  | Zuordnung noch nicht gesichert, aus der Familie der Gekkonidae, selten |
| – | Timor-Gecko                                        | Cnemaspis timoriensis                                                        | –                                                                  | |
| Gekko vittatus in den Nordmolukken | ?                                                  | Gekko vittatus                                                               | –                                                                  | engl. Name: Lined Gecko |
| Skinke (Scincidae) |                                                    |                                                                              |                                                                    | |
| Bild | Deutscher Name                                     | Wissenschaftlicher Name                                                      | Name auf Tetum                                                     | Information |
| A: C. sp. ‘Maubisse’; B: C. sp. ‘South Coast’ aus Loré; C: C. sp. ‘Meleotegi River’; D: C. sp. ‘Baucau’ | Regenbogen-Skinke                                  | Carlia                                                                       | Mamór liman-fuan haat (Vier-Finger-Skink)                          | Regenbogen-Skinke unterscheiden sich durch ihre vierzehigen Vorderfüße von allen anderen Echsenarten Timors. Die einzelnen Arten sind nur schwer voneinander zu unterscheiden. Regenbogen-Skinke finden sich sowohl in trockenen als auch in feuchten Habitaten. Sofern das Nahrungsangebot nicht beschränkt ist, ist die Populationsdichte hoch. Spezialisierungen der einzelnen Taxa auf Timor konnte man bisher nicht beobachten. Bei Männchen der Bergform konnte man einen auffälligen Farbwechsel zur Paarungszeit beobachten. C. peronii und C. spinauris aus Westtimor galten bis 2009 als die einzigen Regenbogen-Skinke auf Timor. In Osttimor fand man die beiden Arten bisher nicht, dafür aber Vertreter, die sich nach molekularanalytischer Untersuchung als vier bis fünf neue Arten herausstellen könnten. |
| A: C. sp. ‘Maubisse’; B: C. sp. ‘South Coast’ aus Loré; C: C. sp. ‘Meleotegi River’; D: C. sp. ‘Baucau’ | –                                                  | Carlia sp. ‘Maubisse’                                                        | –                                                                  | Bergform aus Maubisse (siehe Bild: A). |
| A: C. sp. ‘Maubisse’; B: C. sp. ‘South Coast’ aus Loré; C: C. sp. ‘Meleotegi River’; D: C. sp. ‘Baucau’ | –                                                  | Carlia sp. ‘South Coast’                                                     | –                                                                  | Flachlandform aus den Dörfern Loré, Beaco, Nancuro und vom Südufer des Lagoa Wetanas. Spätere Funde gab es auch an der Nordküste in Com. Ein weiteres gefundenes Exemplar aus Betano wird vorerst als Carlia incertae sedis. Carlia sp. ‘South Coast’ dokumentiert (siehe Bild: B). |
| A: C. sp. ‘Maubisse’; B: C. sp. ‘South Coast’ aus Loré; C: C. sp. ‘Meleotegi River’; D: C. sp. ‘Baucau’ | –                                                  | Carlia sp. ‘Meleotegi River’                                                 | –                                                                  | Bergform vom Fluss Meleotegi, Eraulo (siehe Bild: C). |
| A: C. sp. ‘Maubisse’; B: C. sp. ‘South Coast’ aus Loré; C: C. sp. ‘Meleotegi River’; D: C. sp. ‘Baucau’ | –                                                  | Carlia sp. ‘Baucau’                                                          | –                                                                  | Flachlandform aus Afacaimau und Venilale (Gemeinde Baucau) (siehe Bild: D). |
| A: C. sp. ‘Maubisse’; B: C. sp. ‘South Coast’ aus Loré; C: C. sp. ‘Meleotegi River’; D: C. sp. ‘Baucau’ | –                                                  | Carlia sp. ‘Abanat River’                                                    | –                                                                  | Flachlandform vom Fluss Abanat in Oe-Cusse Ambeno. |
| A: C. sp. ‘Maubisse’; B: C. sp. ‘South Coast’ aus Loré; C: C. sp. ‘Meleotegi River’; D: C. sp. ‘Baucau’ | ?                                                  | Carlia peronii (Heteropus peronii)                                           | –                                                                  | Alltäglicher Flachlandbewohner. Bekannt vom westtimoresischen Kupang und östlich benachbarten Orten. |
| A: C. sp. ‘Maubisse’; B: C. sp. ‘South Coast’ aus Loré; C: C. sp. ‘Meleotegi River’; D: C. sp. ‘Baucau’ | ?                                                  | Carlia spinauris (Lygosoma (Leiolopisma) spinauris)                          | –                                                                  | Berglandbewohner. Bekannt aus den westtimoresischen Orten Lelogama und Soe. |
| A: C. sp. ‘Maubisse’; B: C. sp. ‘South Coast’ aus Loré; C: C. sp. ‘Meleotegi River’; D: C. sp. ‘Baucau’ | ?                                                  | Carlia leucotaenia (Heteropus leucotaenia)                                   | –                                                                  | |
| Cryptoblepharus leschenault in Lore | Leschault-Schlangenaugenskink                      | Cryptoblepharus leschenault                                                  | Mamór matan samea leschenault (Leschault-Schlangenaugenskink)      | Ein nicht häufiger Vertreter der Gattung der Inselskinke. Bekannt aus dem Flachland Baucaus und Lautéms, dem Küstenwald von Manatutos Nancuro und der Küste Atauros. Der Skink ist schwer zu fangen. Bei Bedrohung klettern sie schnell den Stamm von großen Hartholzbäumen rauf. |
| – | Bakhita-Schlangenaugenskink                        | Cryptoblepharus sp. ‘Bakhita’                                                | Mamór matan samea bakhita (Bakhita-Schlangenaugenskink)            | Der Name „Bakhita“ stammt von der Sta. Bakhita Mission am Fluss Meleotegi (nahe Eraulo, Gemeinde Ermera), wo der Skink von Wissenschaftlern 2010 erstmals dokumentiert wurde. Er ähnelt dem Leschault-Schlangenaugenskink, jedoch teilt sich beim Bakhita-Schlangenaugenskink der helle Rückenstreifen am Nacken nicht in zwei Streifen auf. Letzte Gewissheit, dass es sich wirklich um eine neue Spezies handelt, fehlen noch. |
| – | Schlegel-Schlangenaugenskink                       | Cryptoblepharus cf. schlegelianus                                            | Mamór matan samea tasi ibun utara (Nordküsten-Schlangenaugenskink) | Exemplare der Art wurden in Com (Lautém), Tasitolu und Cristo Rei (Dili) gefunden. Frühere Berichte, die Art käme auch in Westtimor vor, sind in Frage zu stellen. Möglicherweise wurden Exemplare, die auf der benachbarten Insel Semau im 19. Jahrhundert gefangen wurden über den westtimoresischen Hafen Kupang nach Europa gebracht und daher die Herkunft falsch registriert. Dem Schlegel-Schlangenaugenskink fehlt der helle Rückenstreifen der beiden anderen von Timor bekannten Schlangenaugenskinke. Zudem fanden sie sich in dicht besiedelten Kolonien in felsigem Gelände oder an Werftmauern direkt am Meer, wo Wellen an das Land schlagen, während die anderen beiden Arten Einzelgänger zu sein scheinen, die auf hohen Bäumen leben. Die Schlegel-Schlangenaugenskinks Osttimors sind dunkler als die bekannten Artvertreter von Semau, weswegen die Zuordnung zu C. schlegelianus nicht ganz gesichert ist. Sogar ein melanistisches Exemplar wurde in Osttimor gefunden. |
| A Eremiascincus sp. 1 (USNM [CMD 365], SVL 66 mm, TL 185 mm) aus Maubisse, Gemeinde Ainaro, B Eremiascincus sp. 2 (USNM [CMD 474], SVL 51 mm, TL 101 mm) aus Lore I, Gemeinde Lautém | Glatte Nachtskinke                                 | Eremiascincus                                                                | Mamór kalan (Nachtskink)                                           | Glatte Nachtskinke finden sich auf Timor versteckt unter Steinen und Baumstämmen, sowohl in feuchten, als auch in trockenen Regionen. Nachgewiesen sind auf Timor bisher drei Arten von Glatten Nachtskinken, zwei davon in Westtimor. Neuere Forschungen lassen aber für Osttimor mehrere neue Arten vermuten. |
| A Eremiascincus sp. 1 (USNM [CMD 365], SVL 66 mm, TL 185 mm) aus Maubisse, Gemeinde Ainaro, B Eremiascincus sp. 2 (USNM [CMD 474], SVL 51 mm, TL 101 mm) aus Lore I, Gemeinde Lautém | –                                                  | Eremiascincus sp. ‘Montane’                                                  | –                                                                  | Dokumentiert im Hochland von Maubisse, Gemeinde Ainaro (USNM [CMD 365], SVL 66 mm, TL 185 mm, auf Bild: A) und um Same, Gemeinde Manufahi. Die Tiere sind E. timorensis ähnlich, könnten aber auch ein neues Taxon darstellen. Sie sind etwas kleiner (Kopf-Rumpf-Länge 72 mm) und schlanker als die herkömmlichen E. timorensis, die Unterseite ist bis zur Schnauze gelb statt orange gefärbt. |
| A Eremiascincus sp. 1 (USNM [CMD 365], SVL 66 mm, TL 185 mm) aus Maubisse, Gemeinde Ainaro, B Eremiascincus sp. 2 (USNM [CMD 474], SVL 51 mm, TL 101 mm) aus Lore I, Gemeinde Lautém | –                                                  | Eremiascincus sp. ‘Lautém’                                                   | –                                                                  | Diese schlanken, kleineren Skinke (Kopf-Rumpf-Länge 51 mm) wurden im Tiefland Lautéms (unter 500 m Meereshöhe) von Lore I (USNM [CMD 474], SVL 51 mm, TL 101 mm, auf Bild: B) und Raça gefunden. Möglicherweise bilden sie mit E. sp. ‘Jaco’ eine gemeinsame Art. |
| A Eremiascincus sp. 1 (USNM [CMD 365], SVL 66 mm, TL 185 mm) aus Maubisse, Gemeinde Ainaro, B Eremiascincus sp. 2 (USNM [CMD 474], SVL 51 mm, TL 101 mm) aus Lore I, Gemeinde Lautém | –                                                  | Eremiascincus sp. ‘Ermera’                                                   | –                                                                  | Männchen und Weibchen dieser Skinke (Kopf-Rumpf-Länge 53 mm) haben einen gelben Bauch, doch die Färbung reicht nicht bis zur Kehle, wie bei E. sp. ‘Montane’. Auch ähnelt er im Körperbau mehr E. antoniorum, ist schlanker und länglicher als der Morphotyp von E. timorensis. Gefunden wurde er nur in der Umgebung des Flusses Meleotegi in Ermera. Die Art ist dämmerungs- und nachtaktiv und kommt auch zusammen mit dem größeren E. timorensis vor. Bei feuchtem Wetter kann man sie unter Steinhaufen finden, seltener wenn es trocken ist. In den umgebenen Kaffeeplantagen fehlten sie mangels Unterholz und Bodenbewuchs. Als Nahrung dienen Gliederfüßer. Die Art legt keine Eier, sondern gebärt seine Jungtiere. |
| A Eremiascincus sp. 1 (USNM [CMD 365], SVL 66 mm, TL 185 mm) aus Maubisse, Gemeinde Ainaro, B Eremiascincus sp. 2 (USNM [CMD 474], SVL 51 mm, TL 101 mm) aus Lore I, Gemeinde Lautém | –                                                  | Eremiascincus sp. ‘Jaco’                                                     | –                                                                  | Diese schlanken, kleinen Skinke wurden auf der Insel Jaco gefunden. Möglicherweise bilden sie mit E. sp. ‘Lautém’ eine gemeinsame Art (Kopf-Rumpf-Länge 39 mm), haben aber ein schwächer ausgeprägtes Fleckenmuster. |
| A Eremiascincus sp. 1 (USNM [CMD 365], SVL 66 mm, TL 185 mm) aus Maubisse, Gemeinde Ainaro, B Eremiascincus sp. 2 (USNM [CMD 474], SVL 51 mm, TL 101 mm) aus Lore I, Gemeinde Lautém | –                                                  | Eremiascincus sp. ‘Ataúro’                                                   | –                                                                  | Auf Atauro wurden an der Küste Skinke gefunden, die sich deutlich von E. emigrans wetariensis der Nachbarinsel Wetar unterscheiden. |
| A Eremiascincus sp. 1 (USNM [CMD 365], SVL 66 mm, TL 185 mm) aus Maubisse, Gemeinde Ainaro, B Eremiascincus sp. 2 (USNM [CMD 474], SVL 51 mm, TL 101 mm) aus Lore I, Gemeinde Lautém | ?                                                  | Eremiascincus antoniorum                                                     | –                                                                  | Eine Skinkart, alltäglich, im Zentralgebirge des indonesischen Westtimors. |
| A Eremiascincus sp. 1 (USNM [CMD 365], SVL 66 mm, TL 185 mm) aus Maubisse, Gemeinde Ainaro, B Eremiascincus sp. 2 (USNM [CMD 474], SVL 51 mm, TL 101 mm) aus Lore I, Gemeinde Lautém | ?                                                  | Eremiascincus cf. emigrans                                                   | –                                                                  | Eine kleine Skinkart mit verkürzten Gliedmaßen und gestrecktem Körper. Bestimmung noch unsicher. Dokumentiert aus Lore I, Gemeinde Lautém. |
| A Eremiascincus sp. 1 (USNM [CMD 365], SVL 66 mm, TL 185 mm) aus Maubisse, Gemeinde Ainaro, B Eremiascincus sp. 2 (USNM [CMD 474], SVL 51 mm, TL 101 mm) aus Lore I, Gemeinde Lautém | ?                                                  | Eremiascincus timorensis                                                     | –                                                                  | Eine große Skinkart, ehemals Glaphyromorphus timorensis, mit stämmigen Gliedern und kurzem Rumpf. Der Bauch ist orange gefärbt. Nachgewiesen im Zentralgebirge des indonesischen Westtimors. Am Fluss Meleotegi (Gemeinde Ermera), auf einer Meereshöhe von 1180 m, registrierten Wissenschaftler Tiere, die als E. cf. timorensis eingeordnet wurden. Laut Birdlife International ist er auch am Monte Mundo Perdido zu finden. E. timorensis sind die größten Vertreter der Glatten Nachtskinke auf Timor (Kopf-Rumpf-Länge: 96 mm). |
| Eutropis multifasciata nahe Lospalos | Vielstreifen-Skink                                 | Eutropis cf. multifasciata (Mabuya multifasciata, Euprepes Sebae)            | Mamór loro (Sonnenskink)                                           | Alltäglicher Anblick am Tag in Regen- und Trockenwäldern, Grasland und an der Küste. Auch an Straßen und Wegesrand zu finden. Bekannt aus Atauro, Ermera (Fluss Meleotegi und Sta. Bakhita Mission), Lautém, Manatuto (Küstenwälder von Nancuro), Manufahi (Betano) und Oe-Cusse Ambeno. Die Artbezeichnung E. mulifasciata wird für Skinke von den Philippinen und Hinterindien bis Timor verwendet, es ist aber eine gründliche taxonomische Revision angebracht. |
| Smaragdskink in Lore | Elbert-Smaragdskink                                | Lamprolepis smaragdina cf. elberti (Lygosoma smaragdinum, Dasia smaragdinum) | Mamór modok (Grüner Skink)                                         | Alltäglicher Anblick. Bisher nicht nachgewiesen in Aileu, Ainaro, dem Gebiet Dilis auf dem Festland Timors, Ermera und Liquiça. In Lautém fand man Smaragdskinke in Raça und Tutuala, in Manatuto in den Küstenwäldern von Nancuro, in Cova Lima im westlichen Suai und in Bobonaro in einem stark mit Gräsern bewachsenen Wald bei Fiuren. Die meisten Tiere entdeckt man in drei bis sieben Metern Höhe an Baumstämmen. Untersuchungen von 1918 ordneten die auf Timor gefundenen Smaragdskinke der Elbert-Unterart zu, die erstmals auf der Nachbarinsel Wetar beschrieben wurde. Untersuchungen im 21. Jahrhundert bestätigen große Unterschiede in Färbung und Pholidosis innerhalb des Taxons, weswegen eine Zuordnung der Smaragdskinke auf Timor zu c. s. elberti wohl wahrscheinlich am zutreffendsten ist. |
| Repräsentative Exemplare der vier mutmaßlich unbeschriebenen Arten der Sphenomorphus-Gruppe: A Sphenomorphus sp. 1 (USNM [CMD 446], SVL 58 mm, TL 150 mm) aus Lore, Gemeinde Lautém, B Sphenomorphus sp. 2 (USNM [CMD 364], SVL 66 mm, TL 185 mm) aus Maubisse, Gemeinde Ainaro, C Sphenomorphus sp. 3 (USNM [CMD 416], SVL 69 mm, TL 152 mm) vom Fluss Meleotegi, nahe Eraulo, Gemeinde Ermera, D Sphenomorphus sp. 4 (USNM [CMD 415], SVL 42 mm, TL 92 mm) vom selben Ort, wie das Exemplar C. | Nicht genau identifizierte Waldskinke              | Sphenomorphus spp.                                                           | Mamór ai laran (Waldskinke)                                        | Bekannt aus Ainaro (Maubisse), Baucau (in den japanischen Tunneln von Venilale), Ermera (Fluss Meleotegi, nahe Eraulo), Lautém (Raça, Lore, am Mainina-Ponor und Insel Jaco), Manatuto (Nancuro) und Manufahi (Feuchtgebiet bei Betano). Bei den Waldskinken Osttimors kann man möglicherweise zwischen Hochland- und Flachlandformen unterscheiden. Manche Flachlandformen, sowohl im feuchten Küstenwald von Nancuro und Betano als auch im Trockenwald Jacos, scheinen zumindest nah verwandt oder identisch mit Sphenomorphus melanopogon zu sein. Diese sind ziemlich robust und haben lange Gliedmaßen. Meist sitzen sie mit dem Kopf nach unten an Baumstämmen oder Brettwurzeln, von wo sie schnell ins Unterholz fliehen können. Diese Waldskinke scheinen hohe Reproduktionsrate und Bevölkerungsdichte zu haben, im Gegensatz zu den Hochlandbewohnern, zum Beispiel in den Kaffeewäldern am Fluss Meleotegi oder den trockenen Wäldern des Fuiloro-Plateaus von Lautém. Jungtiere sind bei ihnen seltener, dafür sind die Körper allgemein reicher gefärbt, besonders am Bauch. Eine genauere Einordnung ist ohne weitere taxonomischer Untersuchungen nicht möglich. Die Reptile Database gib an, dass auf Timor auch der Flores-Waldskink (Sphenomorphus florensis) zu finden sei. |
| Repräsentative Exemplare der vier mutmaßlich unbeschriebenen Arten der Sphenomorphus-Gruppe: A Sphenomorphus sp. 1 (USNM [CMD 446], SVL 58 mm, TL 150 mm) aus Lore, Gemeinde Lautém, B Sphenomorphus sp. 2 (USNM [CMD 364], SVL 66 mm, TL 185 mm) aus Maubisse, Gemeinde Ainaro, C Sphenomorphus sp. 3 (USNM [CMD 416], SVL 69 mm, TL 152 mm) vom Fluss Meleotegi, nahe Eraulo, Gemeinde Ermera, D Sphenomorphus sp. 4 (USNM [CMD 415], SVL 42 mm, TL 92 mm) vom selben Ort, wie das Exemplar C. | –                                                  | Sphenomorphus cf. melanopogon                                                | –                                                                  | Nachgewiesen auch in Westtimor. Flachlandformen aus Manatuto und Lautém sind möglicherweise ihm zuzuordnen, es gibt aber in Farbe und Gestalt einige Unterschiede. (Bild: A) |
| Repräsentative Exemplare der vier mutmaßlich unbeschriebenen Arten der Sphenomorphus-Gruppe: A Sphenomorphus sp. 1 (USNM [CMD 446], SVL 58 mm, TL 150 mm) aus Lore, Gemeinde Lautém, B Sphenomorphus sp. 2 (USNM [CMD 364], SVL 66 mm, TL 185 mm) aus Maubisse, Gemeinde Ainaro, C Sphenomorphus sp. 3 (USNM [CMD 416], SVL 69 mm, TL 152 mm) vom Fluss Meleotegi, nahe Eraulo, Gemeinde Ermera, D Sphenomorphus sp. 4 (USNM [CMD 415], SVL 42 mm, TL 92 mm) vom selben Ort, wie das Exemplar C. | –                                                  | Sphenomorphus sp. ‘Highland large’                                           | –                                                                  | Am Fluss Meleotegi und auf dem Fuiloro-Plateau (Raça, Mainina-Ponor) gefundene Exemplare. Sie zeigen alle gemeinsame morphologische Merkmale, sind aber unterschiedlich gefärbt. Ähnlichkeiten gibt es mit den Waldskinken der Insel Jaco. |
| Repräsentative Exemplare der vier mutmaßlich unbeschriebenen Arten der Sphenomorphus-Gruppe: A Sphenomorphus sp. 1 (USNM [CMD 446], SVL 58 mm, TL 150 mm) aus Lore, Gemeinde Lautém, B Sphenomorphus sp. 2 (USNM [CMD 364], SVL 66 mm, TL 185 mm) aus Maubisse, Gemeinde Ainaro, C Sphenomorphus sp. 3 (USNM [CMD 416], SVL 69 mm, TL 152 mm) vom Fluss Meleotegi, nahe Eraulo, Gemeinde Ermera, D Sphenomorphus sp. 4 (USNM [CMD 415], SVL 42 mm, TL 92 mm) vom selben Ort, wie das Exemplar C. | –                                                  | Sphenomorphus sp. ‘Highland small’                                           | –                                                                  | Streifen und Flecken der in den Tunneln von Venilale gefundenen Waldskinken unterscheiden sich sehr von den anderen Exemplaren auf Timor. |
| Repräsentative Exemplare der vier mutmaßlich unbeschriebenen Arten der Sphenomorphus-Gruppe: A Sphenomorphus sp. 1 (USNM [CMD 446], SVL 58 mm, TL 150 mm) aus Lore, Gemeinde Lautém, B Sphenomorphus sp. 2 (USNM [CMD 364], SVL 66 mm, TL 185 mm) aus Maubisse, Gemeinde Ainaro, C Sphenomorphus sp. 3 (USNM [CMD 416], SVL 69 mm, TL 152 mm) vom Fluss Meleotegi, nahe Eraulo, Gemeinde Ermera, D Sphenomorphus sp. 4 (USNM [CMD 415], SVL 42 mm, TL 92 mm) vom selben Ort, wie das Exemplar C. | –                                                  | Sphenomorphus sp. incertae sedis                                             | –                                                                  | Der zweite Typus vom Fluss Meleotegi und andere entdeckte Waldskinke können derzeit nicht klar innerhalb der Sphenomorphus zugeordnet werden. |
| Warane (Varanidae) |                                                    |                                                                              |                                                                    | |
| Bild | Deutscher Name                                     | Wissenschaftlicher Name                                                      | Name auf Tetum                                                     | Information |
| Timorwaran im Trockenwald an der Küste in Lore | Timor-Waran                                        | Varanus timorensis                                                           | Lafaek rai-mara (Trockener Dreck-Große Eidechse/Krokodil)          | Der Timor-Waran ist der einzige Vertreter der Warane auf Timor. Frühere Berichte verwechselten ihn immer wieder mit Pazifikwaranen (Varanus indicus) oder Bindenwaranen. Letztere finden sich nur auf Atauro, nicht aber auf Timor. Möglicherweise bilden der Timorwaran und der Auffenbergs Waran (Varanus auffenbergi) von der Insel Roti eine gemeinsame Art. Wissenschaftlich dokumentiert ist der Timor-Waran an der Nordküste Manatutos, in Baucau, Cova Lima (nordwestlich von Maubesi), Lautém, Liquiça (Maubara) und Dili (Lahane, Fatu Naba). Die Berichte aus Liquiça stammen aus dem Jahre 1898. Die Präparate der damals gefangenen Tiere gingen bei einem Feuer im Museum verloren und konnten nicht mehr mit modernen, wissenschaftlichen Methoden untersucht werden. Das Exemplar aus Maubesi weicht in Färbung, Morphologie und Lebensraum (bei 520 m Meereshöhe) von den anderen Timor-Waranen ab und gleicht mehr dem Auffenbergs Waran. Den Timor-Waran findet man in bestellten und aufgegebenen Reisfeldern, auch in Nähe menschlicher Behausungen, möglicherweise auch in ähnlichen Flachlandhabitaten. |
| Bild ist nicht von Timor oder Atauro | Bindenwaran                                        | Varanus cf. salvator                                                         | Lafaek raimaran Ataúro (Atauro-Waran)                              | Fälschlicherweise auf Timor vermutet, aber auf Atauro vorkommend. Allerdings ist die Zuordnung zum Bindenwaran noch nicht gesichert. |

## Schlangen
Namensgeber war die Insel für die Timor-Wasserpython (Liasis mackloti) und die im Meer lebende Timor-Riffschlange (Aipysurus fuscus). Die Timor-Bronzenatter (Dendrelaphis inornatus timorensis) kommt auch auf Roti und Wetar vor. Die ungiftige Schlange ernährt sich von Fröschen und kleinen Eidechsen. Die Insel-Bambusotter (Trimeresurus insularis) hat als einzige Schlange Osttimors ihre Giftzähne vorn. Sie erreicht eine Länge von bis zu einem Meter und ist im Flachland an beiden Küsten weit verbreitet. Ein Vorkommen des Timorpython (Malayopython timoriensis) ist auf der Insel trotz seines Namens sehr unwahrscheinlich, denn im auf Timor über die letzten Jahrzehnte extensiv betriebenen Leder- und Lebendtierhandel tauchte keine Haut des Python auf. Es wird vermutet, dass das Tier, auf dem die Erstbeschreibung zurückgeht, nur über Timor exportiert wurde und ursprünglich von einer anderen Insel stammte. 2014 entdeckte man am Flughafen Dilis eine neue Art der Südasiatischen Blindschlangen (Indotyphlops), deren Erstbeschreibung 2023 veröffentlicht wurde.
Im Meer finden sich Seeschlangen.
| Schlangen auf Timor                                   | Schlangen auf Timor                               | Schlangen auf Timor                                              | Schlangen auf Timor                                         | Schlangen auf Timor |
| ----------------------------------------------------- | ------------------------------------------------- | ---------------------------------------------------------------- | ----------------------------------------------------------- | --- |
| Bild                                                  | Deutscher Name                                    | Wissenschaftlicher Name                                          | Name auf Tetum                                              | Information |
| Indische Warzenschlange in Singapur                   | Indische Warzenschlange oder Zwerg-Warzenschlange | Acrochordus granulatus                                           | Samea kulit krukut (Schlange mit rauer Haut)                | Die Indische Warzenschlange ist mit maximal 1,6 m Länge (die meisten Exemplare werden keinen Meter lang) die kleinste der drei komplett im Wasser lebenden Warzenschlangenarten. Im Gegensatz zu den beiden anderen nur nachtaktiven Arten, ist sie tags und nachts unterwegs. Sowohl aus dem Hinterhalt, als auch aktiv jagt sie Fische, die sie mit dem Maul packt und dann mit dem Körper umwickelt. Die ungewöhnlichen Warzen auf der Haut der Schlange helfen beim Festhalten der glitschigen Beute. Die Fische werden dann mit dem Kopf zuerst verschlungen. Es wird darüber spektakuliert, dass die Tuberkel auch ein Austrocknen der Haut verhindern oder als Sensoren zum Aufspüren der Beute dienen. Warzenschlangen sind lebendgebärend. Die Indische Warzenschlange bringt ein bis zwölf Junge direkt im Wasser zur Welt. Die Art wurde bereits in 10 bis 15 km Entfernung von der Küste in 20 m Tiefe gefunden, ist aber in der Regel wohl ein Küstenbewohner. In Osttimor wurde sie im Mangrovensumpf Metinaros (Gemeinde Dili) nachgewiesen. In Westtimor ist sie aus Kupang und von der Lagune von Tuakdale bekannt. |
| Indonesische Kletternatter in Baucau                  | Indonesische Kletternatter                        | Coelognathus subradiatus ehemals Elaphe subradiat                | Samea laho (Rattenschlange)                                 | Nicht häufig. Wissenschaftlich nachgewiesen wurde sie nah der Orte Baucau, Viqueque, Lospalos und Muapitine, am Hafen von Dili, auf Atauro, im Süden der Gemeinde Manatuto und in der Gemeinde Liquiça. Ein Exemplar fanden die Forscher in Westtimor überfahren an der Straße von Atambua nach Kefamenanu. Die Indonesische Kletternatter ist in der Dämmerung und nachts aktiv. In der Wahl ihres Lebensraums ist sie sehr vielfältig. Man findet sie ebenso in der Nähe menschlicher Behausungen, wie in Grassteppen, Monsunwald und Berg-Regenwäldern. Die Beute, meist kleine Nager, wird erwürgt. Auch andere kleine Säuger, Vögel, kleine Geckos, Amphibien, Fische und Insekten sollen zu ihrer Nahrung gehören. Fühlen sie sich bedroht, richten sie sich s-förmig auf, blasen ihren Nacken auf, schnellen plötzlich nach vorne und beißen, wenn möglich. Allerdings sind sie absolut ungiftig, so dass der Biss eher als Bluff anzusehen ist. Die Indonesischen Kletternattern auf Timor Roti und Semau sind schlanker und mit einer Länge von 120 bis 160 cm etwas kleiner als auf den anderen Kleinen Sundainseln. |
| Timor-Bronzenatter in Lore                            | Timor-Bronzenatter                                | Dendrelaphis inornatus timorensis                                | Samea kotuk kór kafé (Braunrückenschlange)                  | Die Schlange findet man im indonesischen Westtimor regelmäßig. In Osttimor kennt man sie aus den Gemeinden Lautém (zum Beispiel auf Meereshöhe in Lore), Viqueque, Manufahi (Betano) und Dili. Möglicherweise gibt es sie auch auf Atauro und in Nancuro in der Gemeinde Manatuto. Die auf Timor lebende Unterart D. i. timorensis kommt auf den benachbarten Inseln Roti, Semau, Pantar, Alor und Wetar. Timor-Bronzenattern sind tagaktiv, fliehen aber schnell vor Bedrohungen. Gleichzeitig verschmilzt sie bewegungslos mit der Umgebung, so dass sie nicht einfach zu finden ist. Die Timor-Bronzenatter ist die einzige Vertreterin ihrer Gattung auf Timor. Exemplare, die man am Monte Mundo Perdido hielt man fälschlicherweise für Gefleckte Bronzenatter (Dendrelaphis pictus). Die Timor-Bronzenatter lebt in Regionen mit bewaldeten Hügeln und Gras als Bodenvegetation. Timor-Bronzenatter legen 2 bis 18 Eier. |
| Kapuzen-Wolfszahnnatter in Same                       | Kapuzen-Wolfszahnnatter                           | Lycodon capucinus                                                | Samea lobo (Wolfsschlange)                                  | Regelmäßig findet man die Natter auf Atauro. Wissenschaftlich dokumentiert ist sie auf Timor in Westtimor (als überfahrenes Exemplar an der Straße von Atambua nach Sacato), Manufahi (bei Same), Dili, Lautém (Malahara, Com und Raça), Bobonaro (Fiuren und an der Straße von Maliana nach Balibo Vila), Cova Lima (nahe Suai), Baucau (nahe der Stadt Baucau) und Aileu (nahe Lahae). Die Kapuzen-Wolfszahnnatter ist allgemein weit verbreitet, selten aber anzutreffen, weil sie nachtaktiv ist und sich meist versteckt. Am ehesten ist sie nachts nach schweren Regenfällen anzutreffen. Sie kommt fast überall vor. So fanden Wissenschaftler sie auf Timor von Küstennähe bis auf 1150 m Höhe, sowohl in menschlichen Siedlungen (auch in großen Städten), als auch in alten Kaffeewäldern. Prinzipiell lebt die Art am Boden, kann aber auch auf Bäume und Gebäude klettern. Meist wird die Kapuzen-Wolfszahnnatter nicht länger als 60 cm, man fand auf Timor auch schon Exemplare mit einer Gesamtlänge von 72 cm. Wird sie bedroht, beißt sie zu. Beute sind zumeist Geckos, aber auch Glattechsen, Mäuse, Frösche und Reptilieneier können ihr zu Opfer fallen. Die Kapuzen-Wolfszahnnatter selbst legt bis zu elf Eier. Früher galt sie als Unterart der Lycodon aulicus, weswegen es zu Verwirrung betreffs der Verbreitungsangaben der beiden Arten geben kann. |
| Weißgebändete Wolfszahnnatter in Letefoho             | Weißgebändete Wolfszahnnatter                     | Lycodon subcinctus                                               | Samea kadali (Ringschlange)                                 | Die Weißgebändete Wolfszahnnatter ist auf Timor von der Nähe von Same (Manufahi) und aus Raça (Lautém) bekannt. Sie ist nachtaktiv und allgemein lebt versteckt in Nebelwäldern und trockenem Buschland, sowohl im Tiefland, als auch auf Höhen von bis zu 1800 m. Auch aus Plantagen, Reis- und anderen Feldern und im Umfeld menschlicher Siedlungen kennt man sie. Im Gegensatz zu anderen Arten der Wolfszahnnattern findet sich die Weißgebändete Wolfszahnnatter nicht nur auf dem Boden, sondern auch auf Bäumen. Sie erreicht Längen von 80 bis 120 cm und jagt hauptsächlich Geckos und Glattechsen. Mit ihrer Größe und ihrer Eigenart sich teilweise zu vergraben könnte die Weißgebändete Wolfszahnnatter dazu geführt haben, dass es Berichte über eine Krait auf Timor gibt. Tatsächlich hat die Weißgebändete Wolfszahnnatter Ähnlichkeiten mit den hochgiftigen Bungarus candidus und B. fasciatus. Die Weißgebändete Wolfszahnnatter unterteilt sich in drei Unterarten. Jene Nattern auf den Kleinen Sundainseln gehören zur Nominatform. |
| –                                                     | Timor-Schiefernatter                              | Stegonotus nancuro st. nov.                                      | Samea Metan (Schwarze Bodenschlange), Mambai: Sohai Meta    | Bis vor kurzem waren keine Vertreter der ungiftigen und eierlegenden Gattung der Schiefernattern auf Timor bekannt. Das erste und zwei weitere Exemplare dieser bisher unbeschriebenen Art von Timor fand man im Küstenwald von Nancuro (Manatuto), ein zweites im Feuchtgebiet von Betano (Manufahi). Die Fundorte sind Küstennebelwälder im Süden des Landes. Am ehesten ähnelt sie S. modestus von den Zentralmolukken und S. lividus von der Insel Semau. |
| –                                                     | Boulenger-Walzenschlange                          | Cylindrophis cf. boulengeri                                      | Samea ulun rua (Zweiköpfige Schlange)                       | Der Name auf Tetum beschreibt das Verhalten der Schlange bei Bedrohung, wodurch man auf den ersten Blick nicht erkennen kann, an welchem Ende des Tieres der Kopf sitzt. Auf Timor ist die Boulenger-Walzenschlange ursprünglich von Funden Anfang des 20. Jahrhunderts in Westtimor und 1935 fand ein Wissenschaftler mehrere Exemplare in Baguia (Baucau). 2012 waren Forscher bei Untersuchungen in Baguia erfolglos. Auch Einheimische kannten die Schlange nicht. Erst Ende 2012 fand man eine Boulenger-Walzenschlange in Lospalos (Gemeinde Lautém) und später in einer Bananenplantage am Zusammenfluss von Comoro und Bemos (Aileu). Walzenschlangen sind nachtaktiv, leben versteckt und vergraben sich teilweise, weswegen der Wissenschaft kaum etwas bekannt über ihre Lebensweise ist. Man vermutet, dass die Boulenger-Walzenschlange Blindschlangen und Skinke jagt. Untersuchungen zur genauen Bestimmung der auf Timor gefundenen Exemplare dauern noch an. |
| Nattern-Plattschwanz vor Atauro                       | Nattern-Plattschwanz oder Gelblippen-Seeschlange  | Laticauda colubrina                                              | Samea-tasi kor kadeli (Farbige Ringe-Schlange)              | Bekannt ist die Schlange aus Oe-Cusse Ambeno und Dili (Verwaltungsamt Cristo Rei). Auch vor Atauro kommt sie vor. Sie lebt sowohl an Land als auch im Meer, ist aber im Gegensatz zu echten Seeschlangen eine eierlegende Art. Gelege enthalten 6 bis 20 Eier. Sie ist so beweglich an Land, dass sie sogar auf Klippen und Büschen und im Landesinneren kleinerer Inseln zu finden ist. Die Beute von Nattern-Plattschwänzen sind Fische, darunter sogar jene Arten, die mittels Mimikry versuchen, sich als Plattschwänze auszugeben, wie zum Beispiel der Ringelschlangenaal (Myrichthys colubrinus), den es hier reichlich gibt. Trotz ihrer Giftigkeit ist der Nattern-Plattschwanz nicht aggressiv und versucht nicht zu beißen, wenn man sie fängt. Manchmal wird der Nattern-Plattschwanz mit L. laticaudate verwechselt, dieser kommt aber so weit westlich nicht vor. |
| –                                                     | Cantors Wasserschlange                            | Cantoria violacea                                                |                                                             | Von der Art gibt es nur einen historischen Bericht aus der Gemeinde Dili. Neuere Untersuchungen konnten die Cantors Wasserschlange bisher nicht in Osttimor finden. |
| Hundskopf-Wassertrugnatter in Baucau                  | Hundskopf-Wassertrugnatter                        | Cerberus schneiderii                                             | Samea natar (Reisfeldschlange)                              | Früher wurden die Exemplare auf Timor zu Cerberus rynchops gezählt, doch neuere Untersuchungen zählen sie nun zu C. schneiderii Allerdings sind noch weitere Untersuchungen notwendig. Bekannt ist die Schlange aus Baucau (bei der Stadt Baucau), Dili (Bidau, Metinaro), Bobonaro (Lago Malai) und Manufahi (Betano). Auch in Westtimor soll sie vorkommen. In Osttimor fand man die Natter sowohl im Brackwasser von Mangrovensümpfen, als auch in Frischwasser in den Reisfeldern von Baucau. Sie ist giftig und soll sich ausschließlich von Fischen ernähren. Einige Wissenschaftler vermuten als Nahrung auch Krebstiere, Kaulquappen und junge Reisfrösche. Die Natter ist lebendgebärend. |
| –                                                     | Krebs-Wassertrugnatter                            | Fordonia leucobalia                                              | Samea parapa kabun-mutin (Weißbauchmangrovenschlange)       | Aus Westtimor ist nur ein Bericht über die Schlange aus dem Jahr 1876 bekannt. Man fand sie in einen Mangrovensumpf bei Atapupu. Seit 2011 entdeckte zwei weitere Exemplare im Mangrovensumpf von Metinaro (Gemeinde Dili). Außerhalb Timors kennt man sie aus dem Schlick von Flussmündungen, aber auch 850 km stromaufwärts im Frischwasser. Am Tage versteckt die Natter sich in den Höhlen von Winkerkrabben (Uca spp.) oder Maulwurfkrebsen (Thalassina anomala). Nur nachts taucht sie auf, wenn die Flut zurückkehrt. Sie jagt Krebstiere, vor allem Krabben. Die Beute wird ergriffen und die Beine werden abgebrochen, danach wird der Körper verschlungen. Im hinteren Bereich des Kiefers hat die Natter Giftzähne, die lang genug sind, um die Schalen der Krebstiere zu durchbrechen. Das Gift tötet sie. Die Weibchen der Krebs-Wassertrugnatter gebären 2 bis 17 Jungen lebend. |
| Timor-Wasserpython in einem Zoo                       | Timor-Wasserpython                                | Liasis mackloti                                                  | Fohorai-atan (Sklavenpython)                                | Die Art kommt in Reisfeldern und bewachsenen Bächen nah der Küste Timors vor. Bekannt ist der Python aus Westtimor, Dili, Manatuto, Cova Lima und Baucau, oft aber nur als überfahrenes Exemplar am Straßenrand. Meist werden sie in der Regenzeit Opfer des Straßenverkehrs, wenn sich ihr Lebensraum vergrößert. Die Nominatform aus Timor erreicht eine Maximallänge von 160 cm, womit sie im Mittelfeld des Größenvergleichs der Unterarten liegt. In seinem Lebensraum bildet der Python vermutlich die Spitze der Nahrungskette. Die Würgeschlange kann kleine und mittlere Säuger und Wasservögel fangen. Einige Wissenschaftler zählen auch Vogeleier, Reptilien, Frösche und Fische zur Nahrung des Pythons, doch fehlen genauere Studien. Wie alle Pythons legt auch der Timor-Wasserpython Eier. In einem Gelege finden sich 8 bis 14 Stück. |
| Bild nicht von Timor                                  | Netzpython                                        | Malayopython reticulatus reticulatus                             | Fohorai-boot (Großer Python)                                | Wissenschaftler fanden Netzpythons in den Gemeinden von Dili, Viqueque, Manatuto (Laleia), Lautém (Malahara), Manufahi (Fatucahi) und Oe-Cusse Ambeno. Auch in Westtimor bekannt. Der Netzpython ist die längste Schlange der Welt. Ein 1912 auf Sulawesi gefangenes Exemplar war 9,98 Meter lang. Der längste Netzpython, den man bisher auf Timor registrierte erreichte 3,5 m aus Becora (Dili). Ein Grund für die kleinere Form, die auch von anderen Inseln der Region bekannt ist, könnte eine Inselverzwergung sein. Netzpythons leben in Regen- und Monsunwäldern, meist nah von Wasserläufen. Junge Exemplare hängen hier an Ästen, von wo sie sich ins Wasser fallen lassen, wenn sie potentielle Beute oder Bedrohungen entdecken. Der Netzpython ist ein Lauerjäger, der seine Opfer erwürgt. Zu diesen gehören hauptsächlich Säuger, aber auch Vögel und größere Echsen. Auch aus Fledermaushöhlen ist der Netzpython bekannt, wo er in den Bewohnern ständigen Nachschub an Nahrung findet, und in Kulturland, wie zum Beispiel Plantagen. Einzelne Exemplare verirren sich auch mal in Siedlungen, selbst in größere Städte. So finden Einheimische immer wieder Netzpythons in den Außenbezirken von Dili. Von Meereshöhe bis auf 1500 m ist die Art zu finden. Netzpythons legen bis zu 100 Eier in ein Gelege.                                                 |
| Blumentopfschlange in Same, Manufahi                  | Blumentopfschlange                                | Indotyphlops braminus ehemals Ramphotyphlops braminus            | Samea matan delek isin lotuk (Kleiner-Körper-Blindschlange) | Bekannt aus Manufahi (Same), Viqueque (Loi-Huno), Ainaro (Maubisse auf 1495 m Höhe; Möglicherweise in Blumentöpfen hierher eingeschleppt), Dili, Lautém (Com) und Manufahi (Fatucahi). Auch in Westtimor bekannt. Die Blumentopfschlange wird bis zu 18 cm lang und findet sich oft in den Wurzelballen in Blumentöpfen oder unter dem Topf. Durch den Handel mit exotischen Pflanzen und aufgrund ihrer für Schlangen einmaligen rein parthenogenen Vermehrung (bisher fand man keinen männlichen Vertreter der Spezies) ist sie die am weitesten verbreitete Schlangenart der Welt. Sie gräbt sich in die Erde ein und kommt nur bei schweren Regen zum Vorschein. In ihrem Gelege findet man ein bis acht Eier. Beute sind in erster Linie Termiten, Ameisenlarven und -eier. |
| –                                                     | Südasiatische Blindschlangen                      | Indotyphlops laca                                                | Samea matan-delek (Blinde Schlange)                         | 2014 fand man in einen Ameisennest, unter mehreren flachen Steinen am Flughafen Dilis ein Weibchen dieser neuen Blindschlangenart, die 2023 erstmalig wissenschaftlich beschrieben wurde. Sie ist mit einer Körperlänge von 119 mm und 71 mm Dicke sehr klein und schlank. In dem Gebiet gibt es viele Menschen, sodass man vermutet, dass die Art unterirdisch lebt, wo sie sich von Ameisen oder Termiten ernährt.' Ihren Namen bekam sie nach dem osttimoresischen Umweltaktivisten und Forscher Agivedo Laca Varela. |
| –                                                     | Südasiatische Blindschlangen                      | Indotyphlops incertae sedis                                      | Samea matan dele (Blindschlange)                            | Von Atauro und anderen Orten sind Blindschlangen bekannt, die sich von der Blumentopfschlange unterscheiden. Ein längsgestreiftes Exemplar (Indotyphlops sp. ‘Tilomar’) fand man in Tilomar (Cova Lima). Eine bläuliche Blindschlange (Indotyphlops sp. ‘Mundo Perdido’) entdeckte man am Monte Mundo Perdido (Viqueque) auf 1162 m Höhe. |
| –                                                     | Timor-Blindschlange                               | Sundatyphlops polygrammicus ehemals Ramphotyphlops polygrammicus | Samea matan delek isin baibain (Normalgroße Blindschlange)  | Wissenschaftler entdeckten Timor-Blindschlange an einer Sandsteinklippe nahe Same (Manufahi), Baguia (Baucau) und in Afacaimau (Baucau). Da die Schlange unter der Erde lebt und meist nur bei starkem Regen zum Vorschein kommt, ist sie nur schwer zu finden. Sie jagt weichhäutige Gliederfüßer, vor allem Larven und Eier von Termiten und Ameisen. Da sie größer als die Blumentopfschlange ist, dürfte sie auch ausgewachsene Ameisen und Termiten und auch Käferlarven jagen. Von der Timor-Blindschlange gibt mindestens fünf Unterarten, die sich auf die Kleine Sundainseln verteilen. Auf Timor lebt die Nominatform. |
| Insel-Bambusotter in der Ebene des Ira Lalaro, Lautém | Insel-Bambusotter oder Wetar-Bambusotter          | Trimeresurus insularis auch Cryptelytrops insularis              | Samodok                                                     | Die Schlange ist normalerweise Grün, kommt in Osttimor und auf Wetar auch in einer strahlend gelben Form vor. Auf Komodo existieren cyanfarbene Exemplare. Bekannt aus Baucau, Lautém (zum Beispiel Raça und Com), Viqueque, Dili, Liquiça, Manufahi (unter anderem in Betano), Bobonaro, Nancuro in Manatuto und Westtimor. Sie findet sich dort bis in Höhen nicht über 900 m. Aufgrund ihres Körperbaus geht man bei der Insel-Bambusotter davon aus, dass sie in den Bäumen lebt, doch fanden Forscher sie bei Expeditionen in Osttimor meist am Boden. Nachts warteten sie in Feuchtgebieten im Hinterhalt auf ihre Beute, zumeist Frösche (vor allem Reisfrösche), aber auch möglicherweise kleine Säuger und Eidechsen. Die Insel-Bambusotter ist die einzige Schlange Timors, deren Biss für den Menschen tödlich sein kann. Sie ist eine lebendgebärende Schlange. |
| –                                                     | Timor-Riffschlange                                | Aipysurus fuscus                                                 |                                                             | |
| –                                                     | ?                                                 | Aipysurus duboisii                                               |                                                             | engl. Name: Reef shallows seasnake |
| –                                                     | Olivfarbene Seeschlange                           | Aipysurus laevis                                                 |                                                             | engl. Name: Olive-brown seasnake |
| –                                                     | ?                                                 | Brachyorrhos albus                                               |                                                             | |
| Emydocephalus annulatus auf den Philippinen           | Eierfressende Seeschlange                         | Emydocephalus annulatus                                          |                                                             | engl. Name: Turtle-headed seasnake, Egg-eating Sea Snake |

## Schildkröten

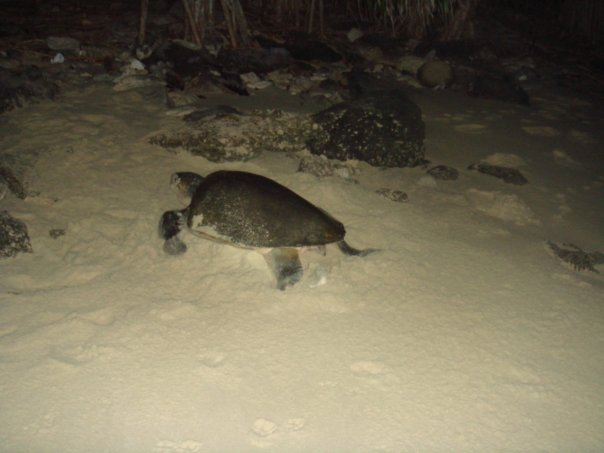
Meeresschildkröte am Strand von Tutuala vor der Eiablage

2007 wurde erstmals eine Unterart der McCords Schlangenhalsschildkröte (Chelodina mccordi) im Gemeinde Lautém beschrieben. Sie kommt nur im Gebiet des Sees Ira Lalaro, seiner Nebengewässer und Feuchtgebiete und möglicherweise im Fluss Irebere vor. Sie zeigt Merkmale, die sie zwischen die McCords Schlangenhalsschildkröte und die Neuguinea-Schlangenhalsschildkröte (Chelodina novaeguineae) stellen. Teilweise wird sie auch als eigene Art Chelodina timorensis angesehen. Auf einer osttimoresischen Briefmarke von 2010 wird sie als Timorschildkröte bezeichnet. Vor allem am östlichen Ende Timors kommen Meeresschildkröten an die Strände zur Eiablage.
| Schildkröten auf Timor                                  | Schildkröten auf Timor                                         | Schildkröten auf Timor                                                    | Schildkröten auf Timor                                      | Schildkröten auf Timor |
| ------------------------------------------------------- | -------------------------------------------------------------- | ------------------------------------------------------------------------- | ----------------------------------------------------------- | --- |
| Bild                                                    | Deutscher Name                                                 | Wissenschaftlicher Name                                                   | Name auf Tetum                                              | Information |
| Chinesische Dreikielschildkröte in Baucau               | Chinesische Dreikielschildkröte oder Großkopf-Chinaschildkröte | Mauremys reevesii                                                         | Lenuk kakorok riskadu (Schildkröte mit gestreiftem Hals)    | Forscher konnten die Chinesische Dreikielschildkröte in den Städten Baucau und Dili (unter anderem in Becora und Comoro) nachweisen. Die Schildkröte kommt auf Timor nicht natürlich vor. Wahrscheinlich wurde sie einst als Lebensmittel und für die Traditionelle Chinesische Medizin vom asiatischen Festland eingeführt und entkam hier in die Freiheit. Hier ist sie bereits seit mehreren Jahrzehnten vorhanden, versorgt sich in menschlicher Umgebung selbst und pflanzt sich erfolgreich fort. Dies könnte von Bedeutung sein, denn in ihrer ursprünglichen Heimat, in den gemäßigten und tropischen Regionen Chinas, Nord- und Südkoreas, ist die Art selten geworden und zählt zu den gefährdeten Arten. Zwar gibt es weitere eingeführte Populationen in Hongkong, Taiwan und Japan, doch sind diese anscheinend Hybriden mit der Japanischen Sumpfschildkröte (Mauremys japonica), während die osttimoresischen Exemplare noch die reine Art vertreten. In der chinesischen Kultur gilt die Chinesische Dreikielschildkröte als Sinnbild für ein langes Leben. |
| –                                                       | Chinesische Weichschildkröte                                   | Pelodiscus sinensis                                                       |                                                             | |
| Timorschildkröte                                        | Timorschildkröte (McCords Schlangenhalsschildkröte)            | Chelodina mccordi timorensis (veraltet: Chelodina mccordi timorlestensis) | Lenuk kakorok ular (Schlangenhalsschildkröte)               | Die Schlangenhalsschildkröte kommt nur in der Gemeinde Lautém vor. Es ist unklar, ob es sich bei ihr um eine Unterart der McCords Schlangenhalsschildkröte (Chelodina mccordi) oder eine eigenständige Art Chelodina timorensis handelt. Sie gilt als äußerst selten. |
| Amboina-Scharnierschildkröte (Bild nicht aus Timor)     | Amboina-Scharnierschildkröte                                   | Cuora amboinensis                                                         |                                                             | Lebt in großen Teilen Timors, aber nicht im Ira Lalaro. |
| Suppenschildkröte (Bild nicht aus Timor)                | Suppenschildkröte (Grüne Meeresschildkröte)                    | Chelonia mydas                                                            | Lenuk tasi kór-matak (Grüne Meeresschildkröte)              | Lebende Exemplare wurden bisher nicht in Osttimor gefunden, doch die Rote Liste gefährdeter Arten führt Osttimor als ein Heimatland der Spezies auf. Forscher fanden die Überreste einer Suppenschildkröte oberhalb der Küstenlinie in Nancuro. Die Suppenschildkröte erreicht eine Länge von 1,5 m und ein Gewicht von bis zu 200 kg. |
| Echte Karettschildkröte (Bild aus Uma Caduac, Osttimor) | Echte Karettschildkröte                                        | Eretmochelys imbricata                                                    | Lenuk tasi ibun makitik (Habichtschnabel-Meeresschildkröte) | Nachgewiesen ist bisher nur der Panzer eines toten Juntiers auf der Insel Jaco. Ausgewachsene Tiere erreichen eine Größe von bis zu einem Meter und ein Gewicht von 80 kg. |

## Krokodile

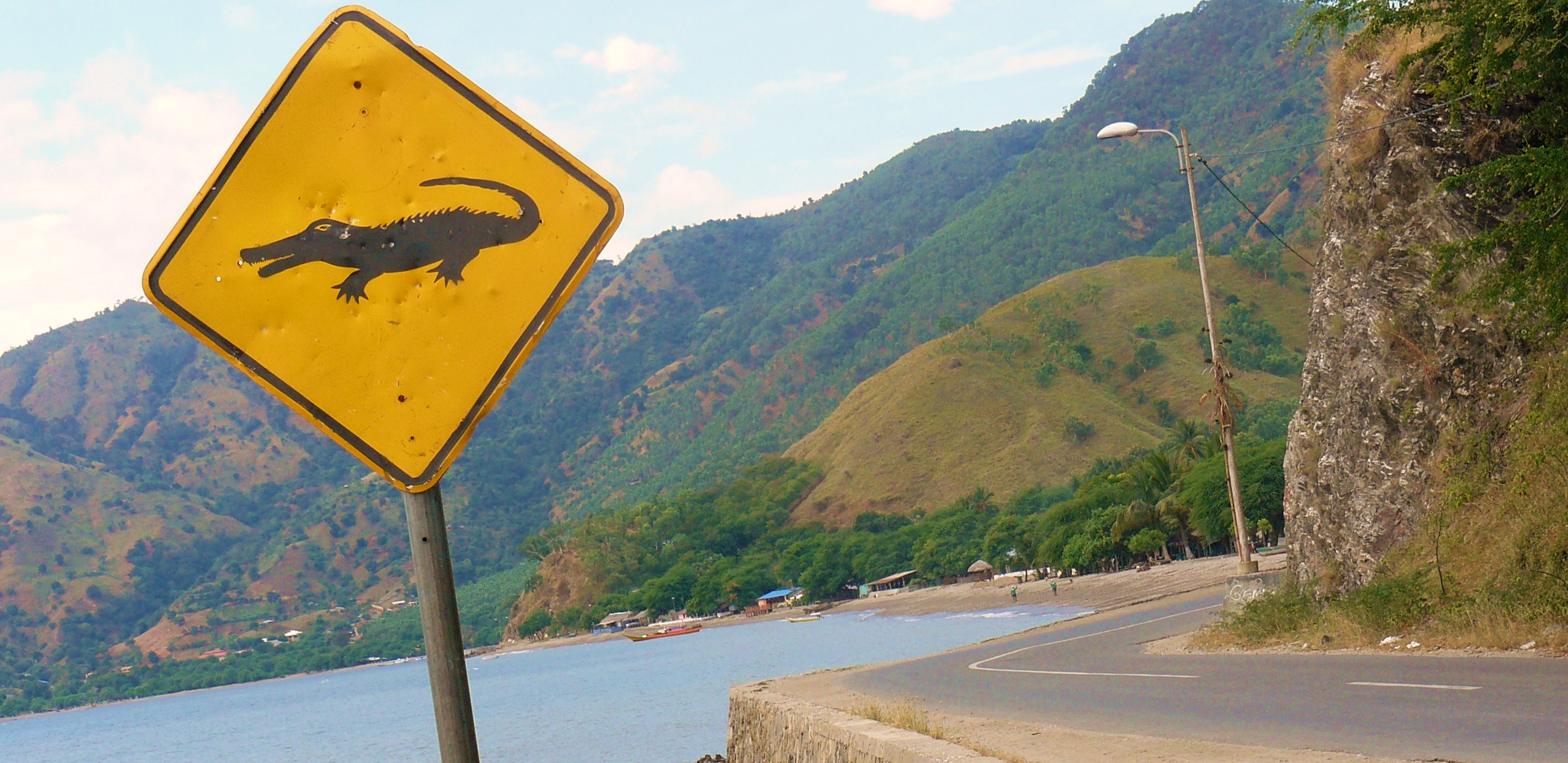
Warnhinweis vor Krokodile in Dili

Besondere kulturelle Bedeutung hat in Osttimor das in Meer und Flüssen lebende Leistenkrokodil (siehe Das gute Krokodil). Hier kam es 2007/2008 zu drei Krokodilangriffen mit zwei Toten und zwei Verletzten. Regelmäßig trifft man das Krokodil auf Timor in den ruhigeren Flüssen östlich von Dili und an der Südküste. Sogar am Ufer der osttimoresischen Landeshauptstadt Dili trifft man auf sie. Am Ira Lalaro und seinen Flüssen leben etwa dreihundert Exemplare ohne Zugang zum Meer. Sie leben hier ausschließlich im Süßwasser, neun Kilometer entfernt vom Meer und von der Küste durch die Paitchau-Bergkette getrennt.
| Krokodile auf Timor                                 | Krokodile auf Timor | Krokodile auf Timor     | Krokodile auf Timor         | Krokodile auf Timor |
| --------------------------------------------------- | ------------------- | ----------------------- | --------------------------- | ------------------- |
| Bild                                                | Deutscher Name      | Wissenschaftlicher Name | Name auf Tetum              | Information         |
| Ein nahe Betano gefangenes Leistenkrokodil in Aileu | Leistenkrokodil     | Crocodylus porosus      | Lafa’ek tasi (See-Krokodil) | alltäglich          |